# 자오위안런
자오위안런(중국어 간체자: 赵元任, 정체자: 趙元任, 병음: Zhào Yuánrèn, 한자음: 조원임, 1892년 11월 3일 ~ 1982년 2월 25일)은 중국 출신의 언어학자로, 중국어의 표음부호 연구에 영향을 준 사람이다. 그는 중국 문학, 철학과 함께 음악을 연구한 사람이기도 하다.

## 생애
톈진에서 태어난 자오위안런은 1910년 유미이업관을 나온 뒤 미국의 코넬 대학교와 하버드 대학교에 유학하여 수학과 물리학, 음악학, 언어학, 철학 등을 공부하고 가르치다 1920년에 중국으로 돌아가 칭화 대학의 물리학 강사, 국학연구원 교수, 칭화 대학 중문과 교수 등으로 재직하였으며, 진웨린이 칭화 대학의 철학과를 설립하는 일을 돕기도 했다. 이후 칭화 대학의 교환 교수 자격으로 미국에 건너가 예일 대학교, 하와이 대학교, 하버드 대학교 등 유수 대학에서 음운학, 사회언어학, 방언학, 음악학 등을 강의하고 연구했다.
그의 연구 주제들 중에서 중국어를 로마자로 표기하는 방법인 국어라마자에 대한 연구는 뒷날 중국어 문자개혁에 영향을 준 것으로 알려진다. 1948년에 미국으로 이주하여 1954년에 미국 시민권자가 되었으며 사망하기 전까지 캘리포니아 대학교 버클리 등에서 언어학 연구를 계속하였다.
자오위안런은 1920년에 중국에 돌아간 후에 물리학자였던 양부웨이(楊步偉)와 결혼했다. 1922년에 태어난 자오위안런의 첫째 딸인 률런 차오 피안(Rulan Chao Pian, 중국명 볜자오루란(卞趙如蘭))은 하버드 대학교에서 동아시아·음악 교수로 근무했고 1929년에 태어난 자오위안런의 셋째 딸인 렌지 나미오카(Lensey Namioka, 중국명 자오라이쓰(趙來思))는 수학자, 동화 작가로 활동했다.

## 같이 보기
- 시씨식사사
- 백화문
- 관화합성자모
- 주음 부호
- 문자개혁운동
- 국어라마자